# Monte Paschi Eroica 2007
La Monte Paschi Eroica 2007, prima edizione della corsa, si svolse il 9 ottobre 2007 per un percorso totale di 180 km. Fu vinta dal russo Aleksandr Kolobnev, che terminò la gara in 4h42'10".
Sulle strade bianche della provincia di Siena furono percorsi 60,7 km suddivisi in sette settori. Fiorenzo Magni e Paolo Bettini furono i padrini della manifestazione.

## Ordine d'arrivo (Top 10)
| Pos. | Corridore            | Squadra  | Tempo    |
| ---- | -------------------- | -------- | -------- |
| 1    | Aleksandr Kolobnev   | CSC      | 4h42'10" |
| 2    | Marcus Ljungqvist    | CSC      | a 3"     |
| 3    | Mychajlo Chalilov    | Flaminia | a 39"    |
| 4    | Manuele Mori         | Saunier  | s.t.     |
| 5    | José E. Gutiérrez    | LPR      | a 45"    |
| 6    | José Alberto Benítez | Saunier  | a 55"    |
| 7    | Jure Golčer          | Tenax    | a 58"    |
| 8    | Ricardo Serrano      | Tinkoff  | a 3'51"  |
| 9    | Giairo Ermeti        | Tenax    | a 4'20"  |
| 10   | Manuele Spadi        | Flaminia | a 4'22"  |